# Костинчук Костянтин Ількович
Костинчук Костянтин (Кость) Ількович (нар. 18.10.1890 – † після 1947), педагог, поручник артилерії УГА. 

## Біографія
Народився в с. Добринівці, повіт Заставна на Буковині (тепер Заставнівського р-ну Чернівецької обл.) в сімʼї доглядача лісів. В 1903/4 — 1910/11 навчальних роках навчався в II державній українсько-німецькій гімназії в Чернівцях, де влітку 1911 р. склав матуральні іспити. З 1911 р. навчався на філософському факультеті в Чернівецькому університеті, член українського академічного козацтва «Запороже».  
05.05.1921 отримав абсолюторіум на філософському факультеті, провчившись потрібних для цього 8 семестрів (6 семестрів до війни, літній семестр 1918 р. та зимовий семестр 1920—1921 р.) та склавши всі іспити. В 1922 р. іменований заступником викладача математики в ліцеї м. Радівці на Південній Буковині (тепер Румунія), згодом постійний професор математики. В 1930-х рр. брав активну участь у товариському житті колишніх випускників II державної гімназії в Чернівцях. В 1940-х роках постійний професор математики в індустріальній гімназії для хлопців в м. Римніку-Серат повіт Бузеу в румунській Молдові.

## Військова звитяга
В 1914 р. вступив до австрійської армії як однорічний доброволець, в 1915 р. іменований хорунжим резерву артилерії, з січня 1916 р. іменований лейтенантом резерву 3-го полку фортечної артилерії. Останнє військове звання в австрійській армії — обер-лейтенант резерву фортечної артилерії. Нагороджений хрестом військових заслуг 3-го класу з військовою декорацією та з мечами, бронзовою медаллю за військові заслуги  з мечами на стяжці хреста за військові заслуги, срібною медаллю хоробрості 1-го класу, військовим хрестом Карла.
Після розвалу Австро-Угорської монархії став на службу в українську армію як поручник УГА. Член українського повітового комітету в Кіцмані (голова Є. Ярошинський). 
Командир єдиної в УГА півбатареї з двох далекострільних російських 42-лінійних (калібру 10,68 см) гармат (Лянґрор), приділеної до бойової групи «Рудки», згодом до 8-ї (Самбірської) бригади УГА. Брав участь у Вовчухівській та Чортківській офензивах УГА.  
Учасник наради керівного складу УГА в с. Гошани (тепер с. Градівка Городоцького р-ну Львівської обл.) 06.03.1919 р., на якій було оприлюднено затверджений НК УГА план другої фази Вовчухівської офензиви, яка мала початися 08.03.1919 р. і в якій місцем розташування батареї важких гармат поручника К. Костинчука, приділеної до бойової групи «Судова Вишня» (командир сотник А. Ліськевич), було визначене с. Никловичі (тепер Самбірського р-ну Львівської обл.).   
13.03.1919 р. батарею поручника К. Костинчука передислоковано до с. Охровичі (тепер Самбірського р-ну Львівської обл.). Після здобуття поляками в кривавих боях залізничного відтинку Городок – Судова Вишня батарею поручника К. Костинчука передано в підпорядкування групи «Глибока» (командир сотник М. Федик). Батарея до 15.05.1919 р. брала участь в оборонних боях під Угерцями та Годвишнею, а також в районі Добряни-Путятичі (всі 4 в Городоцькому р-ні Львівської обл.).  Через брак снарядів до 42-х лінійних гармат батарею поручника К. Костинчука було відведено в запілля і вона не потрапила в польське оточення разом з іншими підрозділами групи «Глибока». В липні 1919 р. батарея 5/8 поручника К. Костинчука в ході другого відвороту УГА перейшла за Збруч, де у складі 8-го полку артилерії 8-ї галицької бригади 3-го корпусу УГА в 1919 р. пройшла в боях через Вінницю — Козятин — Фастів — Романів — Жмеринку — Житомир аж до Коростеня.  
В другій половині грудня 1919 р. переходить в район скупчення 3-го корпусу УГА на південь від залізничної станції Ярошенка (тепер с. Пеньківка Шаргородького р-ну Вінницькох обл.), а на початку січня 1920 р. в район с. Борщі (тепер Подільського р-ну Одеської обл.) В реорганізованій Начальним ревкомом ЧУГА армії командир далекострільної батареї 2-го тяжкого гарматного дивізіону 3-ї бригади ЧУГА, який з січня 1920 р. розташовувався в околицях залізничної станції Мардарівка в німецькій колонії Гофнунґсталь Тираспольського повіту Херсонської губернії (тепер с. Цебриково Великомихайлівського р-ну Одеської обл.).  
Після невдалого виступу 3-ї бригади ЧУГА проти більшовиків у Вапнярці (наприкінці квітня 1920 р.) повернувся на Буковину.   
У літературі помилково іменується як поручник (або четар) Константинюк, І. Костинчук або О. Костинчук.